# Alcohol and Alcoholism
Alcohol and Alcoholism (skrót: Alcohol Alcohol) – brytyjskie czasopismo naukowe specjalizujące się w publikowaniu prac dotyczących alkoholu i alkoholizmu. Oficjalny organ londyńskiej Medical Council on Alcohol (MCA). Dwumiesięcznik.
Czasopismo publikuje oryginalne i recenzowane prace na temat biomedycznych, psychologicznych i socjologicznych aspektów alkoholizmu i alkoholu. Ukazują się tu nowe wyniki uzyskane eksperymentalnie, opisy nowych eksperymentalnych (w tym klinicznych) metod istotnych w tej dziedzinie badań oraz nowe interpretacje wyników już istniejących. Prace o charakterze teoretycznym także są dopuszczane, o ile nie są w przeważającej mierze spekulacyjne lub filozoficzne. Redaktorami naczelnymi (ang. editors-in-chief) czasopisma są Jonathan D. Chick, Philippe De Witte oraz Lorenzo Leggio. Kwestie techniczno–wydawnicze czasopisma leżą w gestii Oxford University Press.
Pismo ma współczynnik wpływu impact factor (IF) wynoszący 2,368 (2017) oraz wskaźnik Hirscha równy 88 (2017). W międzynarodowym rankingu SCImago Journal Rank (SJR) mierzącym znaczenie poszczególnych czasopism naukowych „Alcohol and Alcoholism” zostało w 2017 sklasyfikowane na:
- 15. miejscu wśród czasopism z kategorii: toksykologia[7]
- 90. miejscu wśród czasopism z kategorii: psychiatria i zdrowie psychiczne[8]
- 92. miejscu wśród czasopism z kategorii: farmakologia, toksykologia i farmaceutyka[9]

W polskich wykazach czasopism punktowanych przez Ministerstwo Nauki i Szkolnictwa Wyższego publikacja w tym czasopiśmie otrzymywała w latach 2013–2016 po 35 punktów (w 2016 roku po 30 punktów).